# عبد الله بن سليمان الحارثي
عبد الله بن سليمان الحارثي أو أبو محمد عبد الله بن سليمان بن داود بن حوط الله الحارثي الأندلسي الأُنْدِيّ، كان نحويًّا وأديبًا وشاعرًا وكاتبًا وفقيهًا وحافظًا وقاضيًا، مشهورًا بالعقل والفضل، حَسَن الخطّ، يكتب بيده اليسرى لتعذّر اليمنى، التي لم يكن يخرجها من ثوبه، ولم يكن أحد يعرف سبب ذلك. ولد عبد الله بن سليمان الحارثي بأُنْدَةَ عام 549  هـ الموافق لعام 1154  م، وتوفي بغرناطة عام 612  هـ الموافق لعام 1215  م. ولي عبد الله قضاء إشبيلية وقرطبة ومرسية.